# 太陽エネルギー
太陽エネルギー（）は、太陽から太陽光として地球に到達するエネルギーを指す。ソーラーエネルギー、ソーラーパワーなどとも呼ばれる。地球上の大気や水の流れや温度に影響し、多くの再生可能エネルギーや生物の生命活動の源となっている。また、古くから照明や暖房、農業などで利用されてきた。

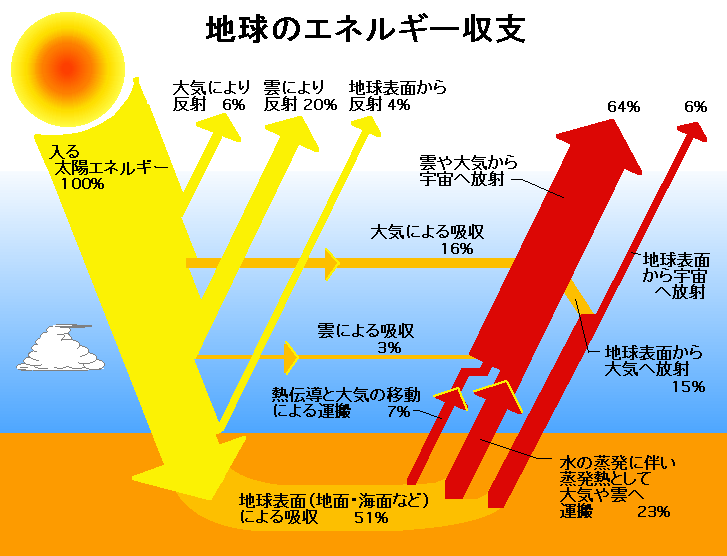
地球のエネルギー収支のモデル(NASAによる)

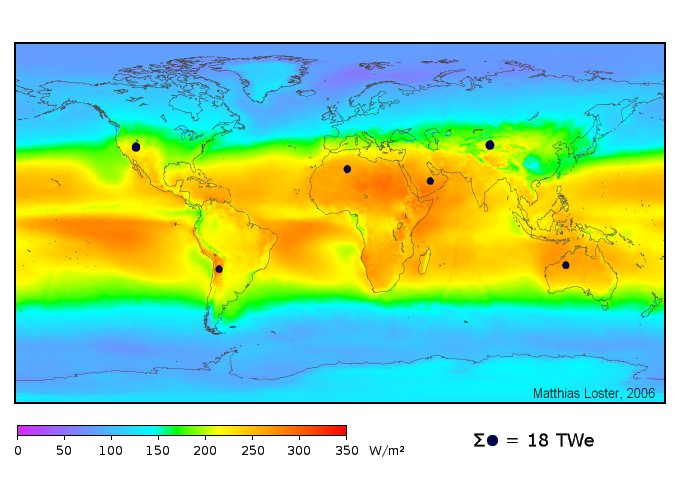
地球上の太陽光エネルギー資源量の分布（横軸:0〜350 W／m2、1991-1993年の平均、昼夜の変化や天候の影響含む）。黒点は、変換効率を8%と仮定して世界の主要エネルギー源を太陽光で十分賄うために必要な面積を表す。（英語版"Solar power"より）

狭義には、太陽光から熱や電力を得るエネルギー源を指し、再生可能エネルギーに分類される。太陽光が当たる場所ならばどこでもエネルギーが得られ、得られるエネルギー当たりの温室効果ガスの排出量が少ない。昔から熱として利用されて来たが、近年は地球温暖化の対策の一環として、熱利用と共に発電用途での利用が増えている。

## 地球上でのエネルギーの流れ
太陽から放射されたエネルギーのうち、地球に照射されている光エネルギーは、ワット数にして約174 PW（ペタワット）である。大気等による反射や吸収を受けつつ、そのうち約半分が地表に到達する。このエネルギーは大気や地表、海洋を暖め、暫く熱などの形で大気圏内に留まる。最終的には、赤外線などとしてすべて宇宙へ再放射される（地球温暖化は、このエネルギー収支の均衡が崩れる現象である）。
大気圏内に到達した太陽エネルギーは、大気や水の循環を発生させ、植物の光合成などを通じて多くの生命活動の源となる。また、下記のような直接利用のみならず、風力やバイオマスなど多くの再生可能エネルギーの源となる。

## 人類による利用形態と技術

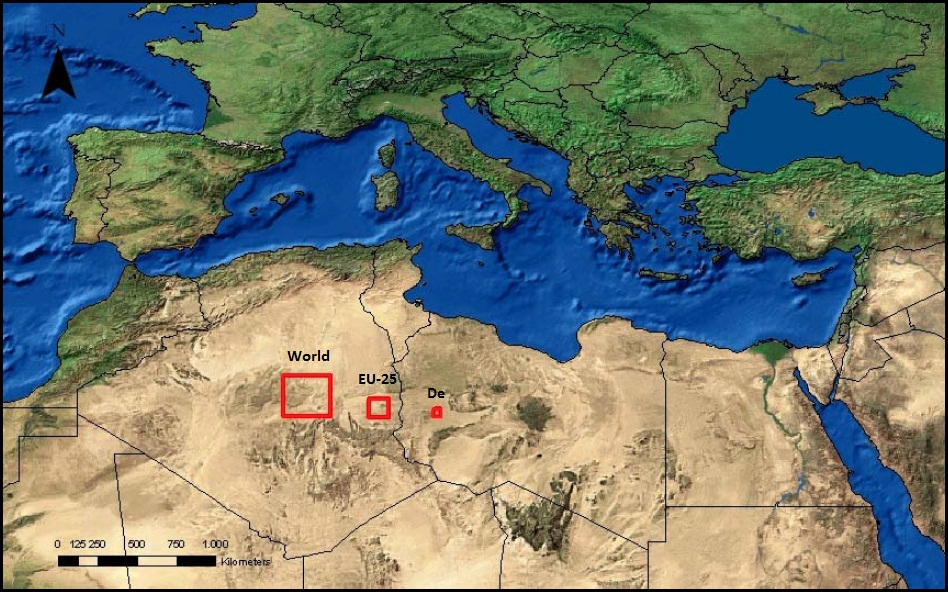
右からドイツ、EU25カ国、全世界の電力需要に相当する電力を太陽エネルギーで発電するのに必要な面積[http://www.dlr.de/tt/Portaldata/41/Resources/dokumente/institut/system/projects/Ecobalance_of_a_Solar_Electricity_Transmission.pdf

人類が地上でエネルギー源として実際に利用可能な量は約1 PW (年間8670 PW･h、もしくは1000 TW)といわれる。これは2008年時点の世界全体の一次エネルギー供給量(TPES)(12267 Mtoe=約131 PW･h、もしくは約15 TW)の約67倍である。またゴビ砂漠の半分に現在市販されている太陽電池を敷き詰めれば、全人類のエネルギー需要量に匹敵する発電量が得られる。地上に到達する太陽エネルギーの量は緯度や気候によって異なる。東京での1年間の面積あたり入射量は約1200 kWh/m2である。欧州では中部で約1000 kWh/m2、南部で約1700 kWh/m2である。また赤道付近の国々では最大約2600 kWh/m2に達する。その利用形態は下記のように様々である。

### 利用形態の概要
太陽エネルギーは、下記のように多彩な形で利用されてきた。
古くからの利用法：
- 照明
- 暖房
- 農業、園芸

熱、電力：
熱や電力としての太陽エネルギーの利用形態は、大別してアクティブ利用とパッシブ利用に分けられる。アクティブ利用とは、太陽電池や集熱器を用いて、積極的にエネルギーを輸送する利用形態を指す。これに対して、建物の構造などを工夫して自然に入射する太陽光を特別な機器なしに利用することをパッシブ利用と呼ぶ。
下記のような利用形態がある。
- 太陽光発電…太陽電池を用いて、太陽光を直接的に電力に変換して発電する。
- 太陽熱発電…集熱器を用いて太陽光を熱に変換し、熱せられた空気や蒸気を用いてタービンを回して発電する。
- 太陽熱利用…集熱器を用いて太陽光を熱に変換し、加熱した空気や水を暖房や給湯に利用する。高温そのものを炉や調理に利用する場合もある。

それぞれに特徴があり、地域や用途などによって使い分けられる。

### 照明
建物内の照明用途に、昔から用いられている。近年は屋根にドームを設置しチューブで屋内に光を入れる設備や光ファイバーなどを利用した導光設備を用いる例もある。

### 農業、園芸
植物に光合成を行わせて生育させ、利用する農業や園芸が古くから行われてきた。

### 熱

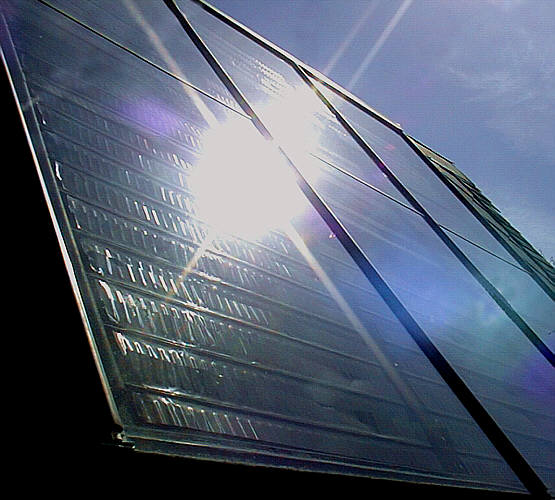
太陽熱温水器の集熱パネル

熱としての利用には、下記のように多彩な利用形態がある。
太陽熱利用は、最も古くから用いられてきた太陽エネルギーの利用形態である。一般にエネルギーを熱に変換するのは容易であるため、太陽熱は太陽光のエネルギーを高効率に利用できる長所を持つ。また、蓄熱することでエネルギーを貯蔵しておき、必要な分だけを取り出して利用しやすいのも長所である。利用形態は下記のように多彩である。
- アクティブ利用
  - 太陽熱温水器（ソーラーシステム）…加熱した水を暖房や給湯に利用する。
  - 太陽水殺菌…太陽光エネルギーを利用しバクテリア、ウイルス、原虫、ワームなどによって生物学的に汚染された水を安全に飲めるようにする方法
  - ソーラーヒートポンプ…低沸点の冷媒を蒸発させて動力として利用し、ヒートポンプを駆動して冷暖房などに用いる。
  - ソーラーハウス…上記のソーラーシステムなどを用いた住宅を指す。パッシブな場合もある。
  - ソーラーウォール…建物の外壁に集熱器を取り付け、暖房や換気などに利用する[7]。構造が単純なのが特徴。

寒冷地北海道での設置例　実際の取得データーなど豊富に紹介しています
- パッシブ利用
  - ビニールハウス、温室…自然に入射する太陽光で室内を暖める。
  - ソーラーポンド…大きな塩水の人工池を造って周囲を断熱し、太陽熱を蓄熱する方式。低温レベルの熱を大量に蓄積できるのが特徴。
  - 太陽炉、ソーラークッカー…太陽光を鏡などで集光し、集光点に加熱対象を置いて利用する。

### 発電
太陽光発電と太陽熱発電に分けられる。それぞれ、設置地域の気候や需要に応じて使い分けられる。

#### 太陽光発電

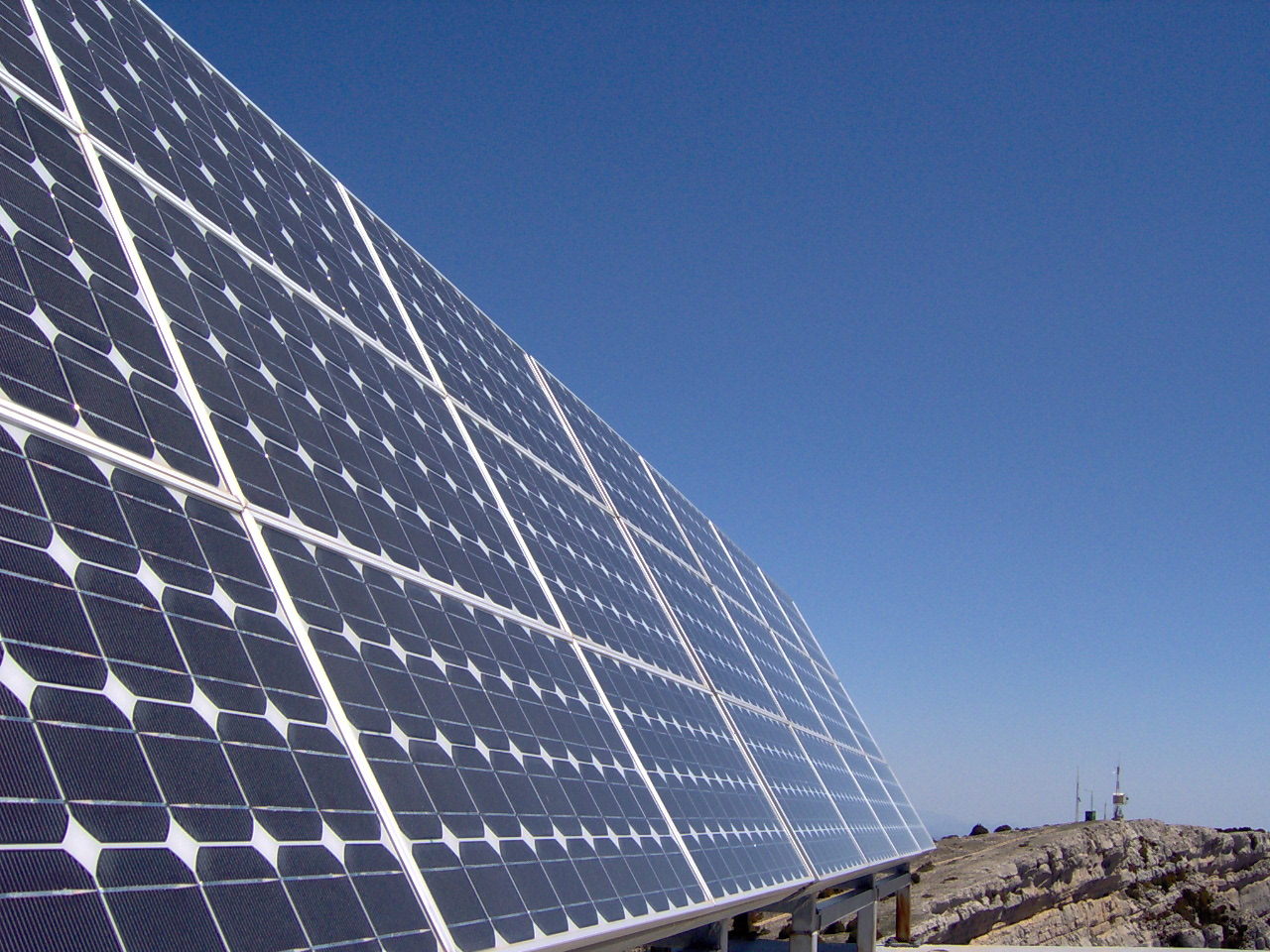
太陽光発電の太陽電池パネル

太陽光発電は、太陽電池を用いて発電する方式である。設置後は定期点検といった作業がほぼ不要であり、使う形態や規模を選ばないなどの長所を持つ。その一方、太陽光がなければ発電しないため、夜間の電力を賄う場合は蓄電装置を必要とする。開発初期は非常に高価であり、主に人工衛星や灯台などで用いられていたが、技術の向上そして普及するに従って価格が低減し、民生の電力用途にも普及が進められている。
将来の可能性としては、衛星軌道上からマイクロ波やレーザー光の形で地上にエネルギーを送って発電する、宇宙太陽光発電も研究されている。ほぼ24時間の発電が可能となるが、技術的課題も多く、まだ実用化には至っていない。

#### 太陽熱発電

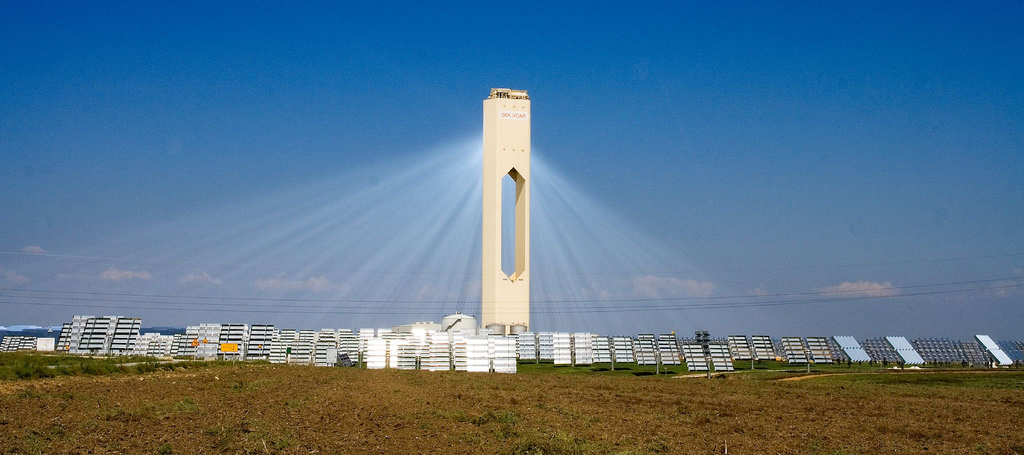
商用稼働するタワー式太陽熱発電所 （:en:PS10 solar power tower、スペイン）

太陽熱発電は、集熱器を用いて太陽光を熱に変換し、熱せられた空気や蒸気を用いてタービンを回して発電する方式である。大規模になるほど、また直射日光が多い地域ほど効率よく発電できるため、日射量が多く、広い設置面積が取れる乾燥地域などで用いられる。
鏡を用いて集光し、蒸気を発生させてタービンを回す、トラフ式やタワー式の太陽熱発電が実用化されている。また空気を大量に加熱して煙突状の構造内へと誘導し、上昇流でタービンを回して発電するソーラーアップドラフトタワーも開発が進められている。

### 複合的利用
太陽光励起レーザーにより、熱や化学エネルギーを得る手法が研究されている。レーザーによる高熱でマグネシウムを還元して汎用エネルギー源として用いるほか、余剰熱で温水を製造するなどの利用が考えられている。